# Бебинг
Бебинг (фр. Bébing) насеље је и општина у североисточној Француској у региону Лорена, у департману Мозел која припада префектури Сарбур.
По подацима из 2011. године у општини је живело 163 становника, а густина насељености је износила 17,03 становника/km². Општина се простире на површини од 9,57 km². Налази се на средњој надморској висини од 230 метара (максималној 324 m, а минималној 258 m).

## Демографија
| 1962. | 1968. | 1975. | 1982. | 1990. | 1999. | 2011. |
| ----- | ----- | ----- | ----- | ----- | ----- | ----- |
| 90    | 97    | 124   | 160   | 179   | 167   | 163   |

График промене броја становника у току последњих година